# Иоанн Филопон
Иоа́нн Фило́пон (Филопо́н), также Иоанн Грамма́тик, Иоанн Алекса́ндрийский (др.-греч. Ἰωάννης ὁ Φιλόπονος; ок. 490—570) — философ-неоплатоник (представитель Александрийской школы неоплатонизма, ученик Аммония, сына Гермия), механик и физик; христианин. Прозван «Филопоном» (трудолюбивым) за усердие в науках. Богословские взгляды Филопона (тритеизм и монофизитство) были преданы анафеме на Константинопольском соборе 680—681 и игнорировались последующие 600 лет. В XIII веке работы Филопона были открыты заново и оказали влияние на арабов, латинский Запад, мыслителей Возрождения.
Сочинения Филопона насчитывают как минимум 40 названий. Ему принадлежат комментарии на «Введение» Порфирия, на трактаты Аристотеля: «Метафизика», «Категории», «О душе» (I и II), «Аналитики», «Физика», «Метеорология» и др. Более известны его собственные трактаты «О вечности мира» против Прокла Диадоха, «О сотворении мира» против Аристотеля (известный по цитатам и критике Симпликия в комментарии к «О небе»), «Арбитр, или О единстве» (известный по цитатам у византийских авторов и сирийскому переводу), «Об устройстве и применении астролябии».
В работе «О сотворении мира» Филопон подвергает критике неоплатоническую интерпретацию платоновского «Тимея» (творение космоса как вневременной акт), и защищает тезис, используя критическую аргументацию Ксенарха из Селевкии, о начале творения мира согласно ветхозаветной книге Бытия, с которой, как он считал, Платон был знаком.
В критических комментариях к сочинениям Аристотеля Филопон высказал несколько новых идей о природе движения, в том числе предположил, что свободное движение поддерживает не окружающая среда, как считал Аристотель, а некоторый начальный запас того, что впоследствии было названо «импетус» (impetus). Эту идею впоследствии развили Авиценна и Буридан.

## Тритеизм и монофизитство
Хотя в собственных работах Филопон выступает с выраженных христианских позиций, ортодоксальным христианином он не является. Симпатии к Аристотелю, выдержанные у Филопона, с одной стороны, не мешают противоречию с платонической концепцией александрийского неоплатонизма, с другой — приводят к таким еретическим взглядам, как тритеизм и монофизитство.
Аристотель признавал только такое единство, которое обязательно является единством множественного. Понимая, что целое отлично от своих частей и в этом смысле выше своих частей, Аристотель, тем не менее, не признавал это целое особой «собственной» субстанцией, которая была бы выше своих частей; то есть целое, по Аристотелю, только и существует в своих частях, как их семантическая совокупность.
Филопон, признавая в божестве три ипостаси (как того и требовало христианство), эту троичность характеризовал просто как трёх разных богов. Такого тритеизма ортодоксальное христианство, конечно, признать не могло, так как языческому политеизму противопоставляло себя как раз в неделимой единичности божества.
Преодолеть такой тритеизм можно было только на основе платонического учения о сверхсущем первоединстве, но уже с новым, а именно персоналистическим пониманием этого первоединства. Александрийский неоплатонизм с самого начала был равнодушен к платоническому учению о сверхсущем первоединстве. В лице Филопона это равнодушие перешло к прямой критике; для триипостасного существа у него не оставалось ничего сверхипостасного, что сливало бы эти три ипостаси в одну и нераздельную личность.
Вторая позиция Филопона также еретична с точки зрения ортодоксального христианства (и для александрийского неоплатонизма не менее характерна). Новая религия без исключений требовала признания в Христе двух субстанций, божеской и человеческой. Так как субстанция Бога принципиально отличается от субстанции человека, было необходимо признать такое присутствие божества в материи, при котором в своей субстанции не теряло бы ни само божество (иначе собственно монотеизм был бы утрачен), ни материя (иначе явления Бога в мире и, прежде всего, реального воплощения Бога в мире не существовало бы).
Признание двух разных субстанций в одной субстанции богочеловека значило бы привлечение старого платонического принципа сверхсущего первоединства. Филопон, увлеченный формальной логикой Аристотеля против диалектики Платона, по этому пути пойти не мог и, соответственно, выводил положение о наличии в Христе только одной, именно божественной, субстанции. Христос — только Бог, и человеком в то же самое время не является; когда говорится о богочеловечестве Христа, говорится, с точки зрения Филопона, только в переносном смысле.
Эти богословские взгляды Филопона, тритеизм и монофизитство, были осуждены на Константинопольском соборе 680—681.

## Натурфилософия
Большое значение для развития науки и философии имела дискуссия Филопона с перипатетиком и неоплатоником Симпликием. Главным объектом дискуссии был фундаментальный тезис христианства о сотворении мира Богом, однако в её ходе был затронут и ряд натурфилософских вопросов, главным образом, связанных с физикой Аристотеля. Так, Филопон подверг уничижительной критике аристотелеву концепцию «естественных мест», приблизившись к представлению об абсолютном пространстве, и вопреки Аристотелю считал возможным существование пустоты. Объектом его самой резкой критики было аристотелево учение о делении мира на две части, «подлунную», для которой характерны движения вверх-вниз, имеющие начало и конец, и «надлунную», характеризующуюся вечными круговыми движениями. Он полагал, что это учение противоречит основному тезису христианства, согласно которой вечным является только Бог. Соответственно, с точки зрения Филопона, не существует и особого небесного, пятого элемента — эфира: материя «неба» в принципе не отличается от земной; всей материи присуща та или иная степень тяжести. Конкретно, Филопон полагал небесные тела состоящими из элемента, встречающегося на Земле — огня.
Симпликий на это возражал, что если бы состав материи земли и неба был бы одинаков, на небе должны были бы заметны признаки постепенного старения мира. В ответ Филопон привел примеры из жизни: на Земле разные объекты изменяются с разной скоростью (например, одни животные живут дольше других), причем срок жизни больших объектов в среднем больше, чем малых (это он показывает на примере океана) — а ведь небесные тела являются самыми большими объектами в природе. Наконец, для всемогущего Бога не составило бы труда замедлить старение небесной материи.
Значителен также вклад Филопона в механику, особенно в решение проблемы движения брошенных тел. Проблема заключалась в том, почему брошенное тело продолжает двигаться после прекращения контакта с рукой. По мнению Аристотеля, рука сообщает воздуху способность передавать движение: воздух как бы разрезается движущимся телом, обтекает со всех сторон и толкает сзади.
Филопон предложил другое решение этой проблемы. По его мнению, рука сообщает брошенному телу некоторую вложенную силу (так называемый импетус), которая и движет тело после прекращения контакта; постепенно эта сила исчерпывается и тело останавливается. Филопон применил теорию импетуса также и к движению небесных тел. По его мнению, при создании мира Бог сообщил небесным телам мощный импетус, благодаря которому их движение продолжается до сих пор.
Теория импетуса является «промежуточным звеном» между теорией движения Аристотеля и современным представлением об инерции. Существенные различия связаны с тем, что в средневековой теории состояние покоя считалось чем-то первичным, и требовалось объяснять его прекращение, то есть приведение тела в движение, появление у тела скорости. В одних случаях причиной движения была, например, тяжесть, в других — импетус, который считался некоторой особой силой. В современной науке покой является всего лишь частным случаем движения, и объяснению подлежит смена состояния движения, то есть ускорение.
Натурфилософские идеи Филопона развивали выдающиеся мыслители Средневековья, Ренессанса и Научной революции: Герсонид, Авиценна, Бонавентура, Жан Буридан, Николай Орем, Пико делла Мирандола, Галилео Галилей.

## Астрономия
Филопону принадлежит один из наиболее ранних дошедших до нас трактатов об астролябии.

### Тексты и переводы
Комментарии:
Издания в серии «Commentaria in Aristotelem Graeca»), английские переводы в серии «Ancient Commentators on Aristotle»:
- Филопон, комментарий к «Категориям» Аристотеля:
  - текст: CAG. Vol. 13 pt. 1 (1898)
- Филопон, комментарий к «Первой аналитике»:
  - текст: CAG. Vol. 13 pt. 2 (1905)
- Филопон и аноним, комментарий ко «Второй аналитике»:
  - текст: CAG. Vol. 13 pt. 3 (1909). 664 p.
  - англ. пер.:
    - R. McKirahan. Posterior Analytics 1, 1-8. 2008.
    - O. Goldin. Posterior Analytics 2. 2008.
- Филопон, комментарий к кн. 1 «Метеорологики»:
  - текст: CAG. Vol. 14 pt. 1 (1901)
- Филопон, комментарий к «О возникновении и уничтожении»:
  - текст: CAG. Vol. 14 pt. 2 (1897)
  - англ. пер.: 1999—2005.
    - C. J. F. Williams. On coming-to-be and Perishing 1, 1-5. 1999.
    - C. J. F. Williams. On coming-to-be and Perishing 1, 6 — 2, 4. 2000.
    - I. Kupreeva. On coming-to-be and Perishing 2, 5-11. 2005.
- Псевдо-Филопон, комментарий к «О происхождении животных»:
  - текст: CAG. Vol. 14 pt. 3 (1903)
- Филопон, комментарий к «О душе»:
  - текст: CAG. Vol. 15 (1897)
  - Trans. W. Charlton, Philoponus, On Aristotle on the Intellect (de Anima 3.4-8), London: Duckworth, 1991.) (вне серии)
  - англ. пер.: 2000—2006.
  - P. van der Eijk. On the Soul I 1-2. 2005.
  - P. van der Eijk. On the Soul I 3-5. 2006.
  - W. Chariton. On the Soul II 1-6. 2005.
  - W. Chariton. On the Soul II 7-12. 2005.
  - W. Chariton. On the Soul III 1-8. 2000.
  - W. Chariton. On the Soul III 9-13. 2000.
- Филопон, комментарий к «Физике»
  - текст кн. 1-3: CAG. Vol. 16 (1887)
  - текст кн. 4-8: CAG. Vol. 17 (1888)
  - англ. пер. (продолжается): 1993-2008-.
    - C. Osborne. On Aristotle’s Physics I 1-3. 2006.
    - C. Osborne. On Aristotle’s Physics I 4-9. 2008.
    - A. R. Lacey, Philoponus, On Aristotle’s Physics 2, London: Duckworth, 1993;
    - M. Edwards, Philoponus, On Aristotle’s Physics 3, London: Duckworth, 1994;
    - P. Lettinck, Philoponus, On Aristotle’s Physics 5 to 8, London: Duckworth 1993/4

Трактаты:
- Philoponus. Against Proclus' On the eternity of the world 1-5; 6-8; 12-18. 3 vol. Tr. by M. Share, J. Wilberding, 2005—2006. (ACP)
- Philoponus. Against Aristotle, On the eternity of the world. Tr. by Ch. Wildberg. L., 1987.
- Philoponus. Concerning the using and arrangement of the astrolabe and the things engraved upon it

Русские переводы:
- О вечности мира, против Прокла (отрывки). О сотворении мира (отрывки). / Пер. и прим. Г. И. Беневича. // Антология восточно-христианской богословской мысли. В 2 т. Т. 2. М.-СПб., 2009. С. 55-62.
- Арбитр (отрывки). // Книга еретиков: [антология]/[сост., предисл., коммент. Д. Бирюкова]. — СПб.: Амфора. ТИД Амфора; РХГА, 2011.- 474 с. — (Серия «Александрийская библиотека»).

### Исследования
- Бирюков Д. С. Τό ἄπειρον: аспекты понимания у Иоанна Филопона, поздних платоников и св. Иоанна Дамаскина.// «ΕΙΝΑΙ: Проблемы философии и теологии» № 1 (001), СПб, 2012.
- Григорьян А. Т., Зубов В. П. Очерки развития основных понятий механики. — М.: 1962.
- Рожанский И. Д. История естествознания в эпоху эллинизма и Римской империи. — М., 1988. Гл. 8.
- Сидоров А. И. Логика и диалектика Иоанна Филопона: о характере переходной эпохи в развитии философской мысли от античности к средневековью. // Историко-философский ежегодник. 1989. С. 179—194.
- Лосев А. Ф. История античной эстетики. Том VIII. Итоги тысячелетнего развития. — М.: Искусство, 1992. Кн. 1. С. 33-35.
- Лурье В. М. Идентичность человеческой личности по Иоанну Филопону: физическое тело в пространстве и человеческое тело в воскресении. // «ΕΙΝΑΙ: Проблемы философии и теологии» № 1 (001), СПб, 2012.[неавторитетный источник]
- Лурье В. М. История византийской философии. Формативный период. — СПб.: Axioma, 2006. XX + 553 с. ISBN 5-901410-13-0 Оглавление, Раздел 4, гл. 1, с. 211—223.[неавторитетный источник]
- Шичалин Ю. А. Иоанн Филопон. // Античная философия. М., 2008. С. 398—400. (с библиографией)
- Grant E. Much ado about nothing: theories of space and vacuum from the Middle Ages to the scientific revolution. Cambridge University Press, 1981.
- Grant E. A history of natural philosophy: from the ancient world to the nineteenth century. Cambridge University Press, 2007.
- Jammer M. Concepts of Space: The History of Theories of Space in Physics // Courier Dover Publications, pp. 53-94, 1993.
- Scholten, Clemens. Welche Seele hat der Embryo? Johannes Philoponos und die Antike Embryologie // Vigiliae Christianae, 59, 2005, № 4, 377—411.
- MacCoull, Leslie S. B. Aristophanes in Philoponus: Did he get the joke? // Jahrbuch der Österreichischen Byzantinistik, 57, 2007.
- Gleede, Benjamin. Platon und Aristoteles in der Kosmologie des Proklos. Ein Kommentar zu den 18 Argumenten für die Ewigkeit der Welt bei Johannes Philoponos (Tübingen, Mohr Siebeck, 2009) (Studien und Texte zu Antike und Christentum / Studies and Texts in Antiquity and Christianity, 54).
- Sorabji, Richard. Philoponus and the Rejection of Aristotelian Science. — Cornell University Press, 1993.
- Лакомкин В. В. Особенности богословского метода в христологической системе Иоанна Филопона. // Сборник студенческих научных работ. 2009. — М.: Изд-во ПСТГУ, 2009. — № 1. — C. 105—114.
- Беневич Г. И. Христианство и факторы формирования пост-аристотелевской картины мира у Иоанна Филопона. — https://web.archive.org/web/20140722130723/http://www.bogoslov.ru/text/1880283.html.
- Беневич Г. И. Иоанн Филопон. Учение // Православная энциклопедия. Т. 24. М., 2010, с. 635—646.